# Đầm lầy Barley Barber

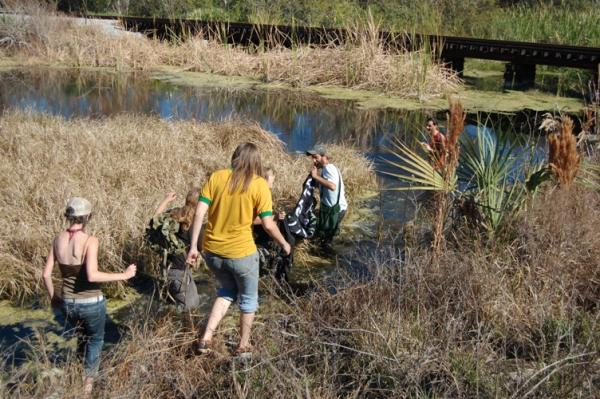
Đầm lầy Barley Barber và khách du lịch

Đầm lầy Barley Barber là một đầm lầy khá rộng ở bang Florida, Hoa Kỳ mang tên của một người đàn ông địa phương là Barley Barber. Đầm lầy này nằm giáp ở vùng rừng Bald Cypress năm trong lưu vực Greater Everglades, đây là một khu đất rộng khoảng 450 mẫu Anh (tương đương với 180 ha).
Vùng đất này bao quanh bởi đất đai của nhà máy điện tên là Florida Power & Light (FPL). Đầm lầy nằm ngay trên một dặm cách về phía đông của hồ Okeechobee và phía tây Indiantown ở Florida. Đầm lầy được phát hiện và khai khẩn bởi một người đan ông tên là Barley Barber, là một người đàn ông sống trong khu vực này và sau đó ông này đã dọn đi vì "gặp phiền phức với pháp luật".

## Lịch sử

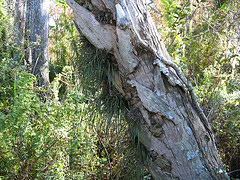
Một cây gỗ mục ở đầm lầy

Trong lịch sử, đầm lầy này từng thống với các vùng đất ngập nước khu vực, bao gồm cả các đồng lấy Allapatah, hồ Okeechobee, cuối cùng là khu dự trữ hệ sinh thái Everglades về phía nam. Khu vực đã từng là một trung tâm kinh doanh cho người dân bản địa ở hồ Okeechobee. Những thay đổi đáng kể về mặt thủy văn xảy ra trong đối với đầm lầy Barber bắt đầu từ cuối thế kỷ 19 với việc xây dựng của đường sắt Henry Flagler của Florida East Coast. Dự án thoát nước khu vực, đường cao tốc, và xây dựng đê Herbert Hoover quanh hồ Okeechobee đã bị thay đổi và phá vỡ dòng chảy tự nhiên kiến đầm lầy ngay nay không còn diện mạo vốn có của nó.
Florida Power & Light đã mua đất xung quanh đầm lầy Barley Barber vào năm 1972 để xây dựng nhà máy điện Martin County. Với những dự án của mình công ty này đã có dấu hiệu tàn phá môi trường ở đây, đẩy một số loài sinh vật bản địa vào nguy cơ tuyệt chủng. Sau này Florida Power & Light đã phải cùng với một tổ chức phi lợi nhuận trích lập quỹ dành riêng để bảo vệ, khôi phục và duy trì đất để làm môi trường du lịch cho công chúng, vùng đầm lầy này được đầu tư khôi phục để trở thành một khu du lịch sinh thái. Đầm lầy Barley Barber được quảng cáo tạo ra sức hấp dẫn với các tour du lịch. Các tour du lịch đến Barley Barber được thực hiện đều đặn, các nhóm du lịch đều có kèm theo một hướng dẫn viên du lịch.